# 白膜 (陰核)
白膜は結合組織であり、海綿体の繊維状で緻密な被覆である 。白膜は、コラーゲンとエラスチン繊維（弾性およびアルブミン性有機物）で構成されている。体の領域での膜の平均厚さは約300μm（0.3 mm）である 。

## 構造
陰核の白膜は、2層のコラーゲン束で構成されている。深層の束は円形に配向され、表面層は縦方向に配向されて円筒形の管を形成する。しかし、陰核の構造では深層にある円形の層だけがはっきり見える。陰核海綿体における歯槽骨下静脈叢の存在については意見が分かれる。ある出版物は神経叢の存在を否定し 、他の人は存在を肯定する 。
陰核は2つの海綿体で構成され、それぞれが独自の白膜に包まれている 。陰核の根元では、坐骨海綿体筋で完全に覆われているため、膜は薄く、解剖によってのみ見ることができる。
陰核の根の接合部まで、根の海綿体はまだそれらの円筒形を保持する。しかし、結合後、円筒形の海綿体は半円筒形になる（断面図）。根の海綿体は内側の表面を通って往復し、陰核の体を形成し、白膜は共通の膜に融合する。海綿体の間の正中線の位置で、白膜は結合繊維を結合することによって陰核中隔を形成する。白膜は海綿体を完全に覆い、陰核の体の上で、懸垂靭帯のコラーゲン束とつながっている。
白膜の深い面と中隔から、小柱のシステムはすべての方向に外側に分岐し、すべての方向に分岐する。小柱は、線維性の弾性で平滑筋組織で構成されており、覚醒時に血液で満たされる相互接続された海綿体洞を区切っている 。

## 機能
白膜の存在は陰核の勃起に不可欠である。白膜のコラーゲン束は波状で、膨張する性質がある。海綿体洞を血液で満たした結果、海綿体下神経叢の静脈が圧迫され、海綿体からの血液の逆流が防止される 。ある時点で、コラーゲン繊維が細くなり、完全に伸びるため、膜は海綿体内に蓄積された血液の圧力に対抗する。したがって、陰核の拡張は停止し、最大になり、陰核に剛性を与える。

## 前庭球の白膜
前庭球の白膜は体と同じ構造であるが、白膜と小柱が細かく、海綿体洞が比較的大きいという違いがある。

## 相同器官
陰核の白膜は、陰茎の白膜と似た特徴を持っているが、いくつかの違いがあり、女性の白膜は1/2〜1/3の厚さである 。陰核白膜の表在性縦線維はまれであり、ほとんどが海綿体の長さであるか、特定の部分に存在しないことさえある。男性では、白膜の2つの層がよく発達している。これは、性交に重要な役割を果たしている陰茎のそれと比較して、覚醒中の陰核の適度な伸長によって説明される。